# Augustin Tuzlak
Fra Augustin Tuzlak, bosanski franjevac, provincijal Bosne Srebrene. Dužnost provincijala Bosne Srebrene obnašao od 1723. do 1726. godine. Naslijedio na položaju fra Andriju Kutjevčanina. Poslije fra Augustina došao je za provincijala fra Pavao Nikolić.
Spominje se u nekoliko izvora. Njegovo važno djelo je popis župa iz 1723. godine. Zabilježeno je da je Franju Srebreničanina 1723. proglasio "šestgodišnjim lektorom" u budimskom Generalnom učilište 1. razreda, jer nije ispunio uvjete za profesorsku službu. Također je iste godine fra Augustin dodijelio Santovo na pastoralnu upravu samostanu u Baču. Dokumentarni rad fra Augustina Tuzlaka svjedočanstvo je da su franjevci vodili pastoralnu brigu o vjernicima u Somboru još u za osmanske vlasti u 17. stoljeću. Zapisao je da je somborska župa među župama samostana u Baču 1726. godine.